# João Fernandes Campos Café Filho
Pour les articles homonymes, voir Fernandes.
João Fernandes Campos Café Filho, dit Café Filho, né le 3 février 1899 à Natal et mort le 20 février 1970 à Rio de Janeiro, est un avocat et homme d'État brésilien, président de la République du 24 août 1954 au 31 janvier 1956.

## Biographie
Président de la république des États-Unis du Brésil entre le 24 août 1954 et le 8 novembre 1955, il succéda à Getúlio Vargas après le suicide de ce dernier. Il était membre du Parti travailliste brésilien.
Il était franc-maçon.
Le personnage de Café Filho fut représenté au cinéma et interprété par Jackson Antunes (pt) dans le film Getúlio (2014).

## Note
1. ↑  Maçons présidents du Brésil sur le site officiel du Grand Orient du Brésil.